# Nova Hreblea, Kalînivka
Nova Hreblea (în ucraineană Нова Гребля) este o comună în raionul Kalînivka, regiunea Vinnița, Ucraina, formată numai din satul de reședință.

## Demografie
Componența lingvistică a satului Nova Hreblea
     Ucraineană (98,89%)
     Rusă (1,03%)
Conform recensământului din 2001, majoritatea populației satului Nova Hreblea era vorbitoare de ucraineană (98,89%), existând în minoritate și vorbitori de rusă (1,03%).